# مايك هارت (لاعب كرة قاعدة)
مايك هارت (بالإنجليزية: Mike Hart)‏ هو لاعب كرة قاعدة أمريكي، ولد في 17 فبراير 1958 في ميلواكي في الولايات المتحدة.

## وصلات خارجية
- مايك هارت على موقعبيزبول رفرنس.كوم (الدوري الرئيسي) (الإنجليزية)
- مايك هارت على موقعبيزبول رفرنس.كوم (الدوري الثانوي) (الإنجليزية)
- مايك هارت على موقع مشجعي الرسوم البيانية (الإنجليزية)